# أبو صالح محمد سعيد
أبو صالح محمد سعيد (بالبنغالية: আবু সালেহ মোহাম্মদ সাঈদ)‏ هو سياسي بنغلاديشي، ولد في 30 مارس 1946 في بنغلاديش. حزبياً، نشط في رابطة عوامي. وقد انتخب عضو الدورة العاشرة لمجلس الأمة البنغلاديشي ‏ عن دائرة Lalmonirhat-3 ‏ وقد انضم خلال فترته النيابية ‏ (5 يناير 2014 – ) للكتلة البرلمانية رابطة عوامي وانتخب عضو مجلس الأمة البنغلاديشي ‏ (2014 – ).